# Rabona
La rabona è un gesto tecnico proprio di alcuni sport di squadra con palla, in particolare del calcio.

## Etimologia
Il termine deriva dallo spagnolo «rabo» («coda»), indicando il movimento compiuto dai bovini con la coda per scacciare gli insetti. Roccotelli, che la eseguì negli anni '70, la chiamò "l'incrociata", mentre in Brasile è conosciuta come letra (lettera) o chaleira (teiera), per l'attorcigliarsi delle maiuscole e per il design di alcune teiere.

## Descrizione
La rabona consiste nello spostamento di una gamba dietro l'altra, colpendo il pallone — dopo un movimento incrociato — con il piede arretrato. In ambito calcistico è storicamente legata ai nomi degli argentini Ricardo Infante e Diego Armando Maradona, nonché dell'italiano Giovanni Roccotelli; in tempi più recenti, altri giocatori che hanno fatto uso della rabona sono il portoghese Cristiano Ronaldo e l'austriaco Marko Arnautović. Solitamente usata per servire compagni di squadra con un cross, è impiegata anche per battere calci piazzati traducendosi quindi in eventuali assist o gol.
Seppur con minor frequenza, è un gesto diffuso anche nel football americano nel tentativo di realizzare un calcio piazzato (conseguente al touchdown).